# مت لوژسکی
مت لوژسکی (انگلیسی: Matt Lojeski؛ زادهٔ ۲۴ ژوئیهٔ ۱۹۸۵) بازیکن بسکتبال اهل ایالات متحده آمریکا است.
از باشگاه‌هایی که در آن بازی کرده‌است می‌توان به باشگاه بسکتبال المپیاکوس اشاره کرد.